# Адидас телстар
Адидас телстар је модел фудбалске лопте коју је немачка фирма за израду спортске опреме Адидас направила за Светско првенство у фудбалу 1970. у Мексику и Светско првенство у фудбалу 1974. у Немачкој.
Фудбалска лопта је била црно-беле боје и била је видљивија на црно-белим телевизорима. Име лопте је изведено из имена телекомуникацоног сателита Телстар. У СФР Југославији овај модел лопте је прозван бубамаром, због црно-белог распореда петоугаоних и шестоугаоних поља на површини лопте, који подсећа на крила бубамаре. Временом, назив бубамара је постао колоквијалан надимак за фудбалске лопте уопште.  
Ово је била прва фудбалска лопта која је користила геометрију као основу за свој дизајн. Лопта је садржавала 12 црних петоугаоних и 20 белих шестоугаоних плоча, што је касније постало класика за фудбалске лопте. Лопта је била направљена од коже, али је наповршини имала танак филм, који ју је штитио од воде.

## Галерија
- Адидас телстар 1970.
- Геомертија Адидас телстара